# خویش‌آمیزی

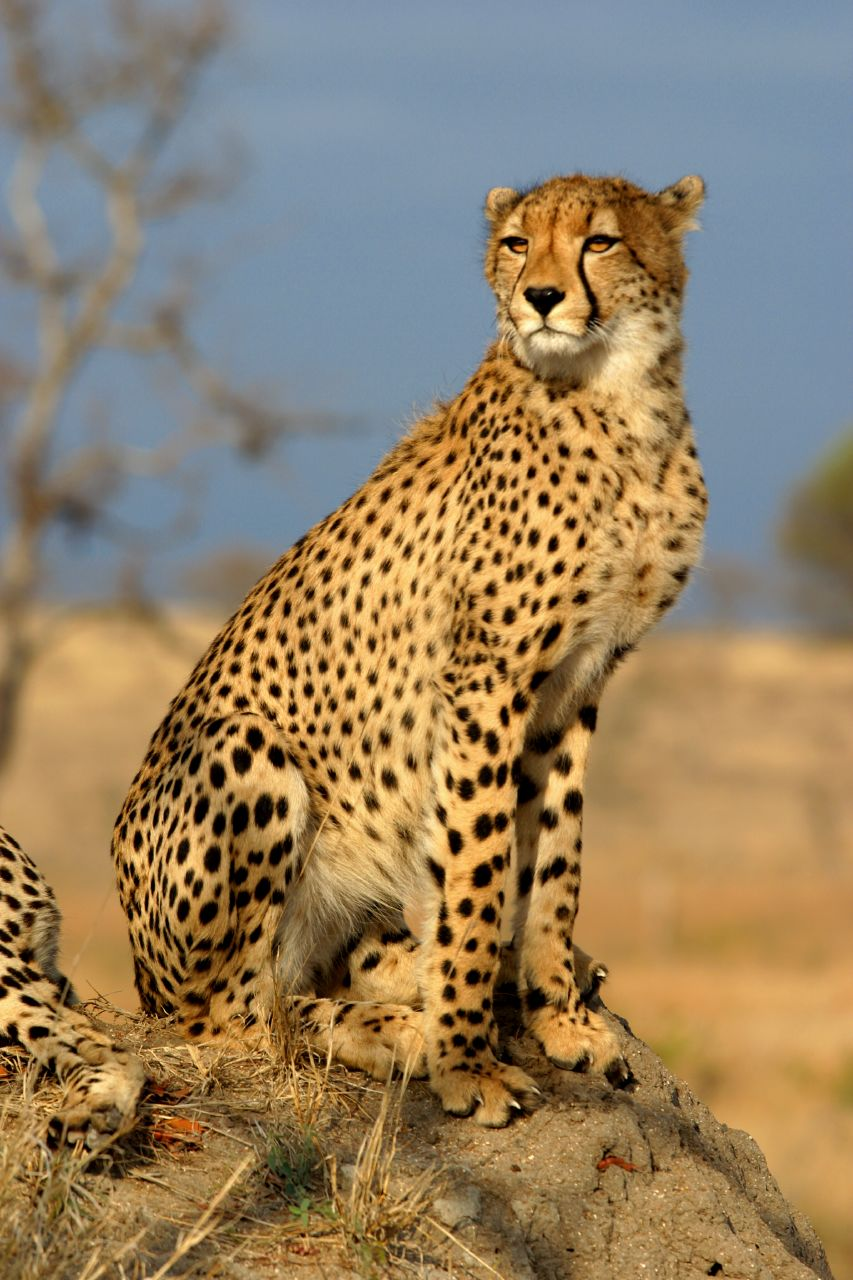
یوزپلنگ گونه ای با سطح هُموزیگوسیتی بالا است که به دلیل دو گلوگاه قوی و درون‌زایی مداوم در جمعیت‌های آن است.

درون‌آمیزی، درون‌گشنی، خویش‌آمیزی یا درون‌زایی به تولیدمثل در نتیجه جفت‌گیری دو والد که با هم ارتباط ژنتیکی دارند، گفته می‌شود. این امر سبب افزایش هوموزیگوسیتی می‌گردد که خود افزایش احتمال ابتلای فرزند به دگرهٔ باخته یا ویژگی‌های نامطلوب و آسیب‌زا را در پی دارد. درون‌آمیزی در کل سبب کم‌شدن توانایی زیستی در جمعیت می‌شود، چیزی که از آن با نام تنزل درون‌زایی یاد می‌شود.
پرورش‌دهندگان احشام اغلب تولیدمثل و آمیزش جانوران خود را زیر نظر می‌گیرند تا جلوی ایجاد ویژگی‌های ناپسند در جمعیتشان را بگیرند. در دانش اصلاح نباتات، نمونه‌های به دست آمده از درون‌آمیزی برای تولید خطوط دورگه به منظور بهره‌گیری از اثرات هتروزیس استفاده می‌شوند. درون‌گشنی در گیاهان همچنین به شکل گرده‌پراکنی بر خود نیز صورت می‌گیرد.

## نتایج
درون‌آمیزی درون یک جمعیت می‌تواند سبب اثرات فنوتیپی ژن‌های زیان‌بار چیره بسیار گسترده‌تری از آنچه اغلب تصور می‌شود، گردد. در نتیجه، نخستین نسل جانوران درون‌زاده دارای بیشترین احتمال دچار یکی از کمبودهای زیر هستند:
- کم‌شدن توانایی باروری هم در اثر کم‌شدن میزان اسپرم و هم کاهش کیفیت آن
- افزایش بیماری‌های ژنتیکی
- نامتقارن شدن پخش اعضا و ویژگی‌های نمایی بیرون و درون بدن
- کم‌شدن نرخ تولد
- نرخ بیشتر مرگ‌ومیر نوزادان
- رشد جمعیت کمتر
- جثه بزرگتر در بزرگ‌سالان
- اختلال در کارکرد دستگاه ایمنی

انتخاب طبیعی از راه ایجاد خزانه ژنی آن نمونه‌هایی را که ویژگی‌های بالا را داشته باشند، از میان می‌برد. از این رو تعداد زیادی از نسل نخست درون‌زاده‌ها موفق به زنده ماندن بیشتر برای رسیدن به تولید مثل نمی‌شوند. در گذر زمان، عواملی همچون گزینش جفت هدف‌دار یا عوامل طبیعی در محیط، جلوی ادامه زندگی ویژگی‌های ناپسند را خواهند گرفت.